# Justiça Federal

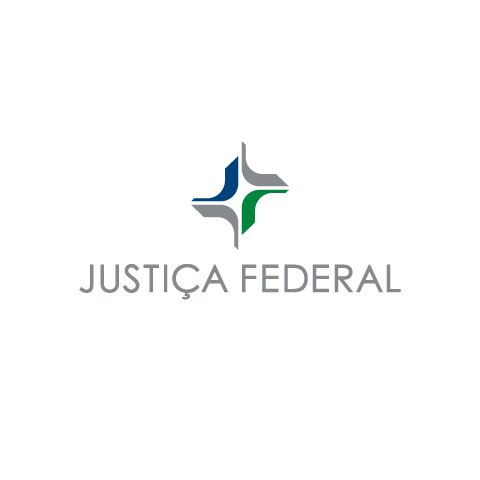
Logo da Justiça Federal

A Justiça Federal Comum é um dos âmbitos do Poder Judiciário do Brasil. É formada por juízes federais, que representam a primeira instância, e os Tribunais Regionais Federais (TRF), de segunda instância. Possui competência para julgar ações nas quais a União, suas autarquias, fundações e empresas públicas figurem como autoras ou rés, bem como intervenientes de qualquer natureza, exceto aquelas competentes à Justiça Federal Especializada (eleitoral, trabalhista ou militar).
Também detém competência para processar ações de cunho internacional, sobre direitos indígenas, relacionadas à nacionalidade, casos de grave violação aos direitos humanos, dentre outros.
O Conselho da Justiça Federal (CFJ) é o órgão central da Justiça Federal, incumbindo-lhe a supervisão administrativa e orçamentária, além de dispor de poderes correcionais. A Justiça Federal conta com cinco Tribunais Regionais Federais, 790 varas instaladas e 194 Juizados Especiais autônomos distribuídos em cada uma das 27 unidades da federação. Há 1.209 juízes, 984 juízes substitutos e 139 desembargadores em todo o país. As decisões proferidas por estes magistrados são recorríveis ao Superior Tribunal de Justiça (STJ) e ao Supremo Tribunal Federal (STF), a depender do caso.

## História

### Século XIX até meados do XX
A Justiça Federal foi criada no Brasil através do Decreto n.º 848, de 11 de outubro de 1890, de autoria do Governo Provisório que proclamou a República, sendo composta pelo Supremo Tribunal Federal (STF) e pelos chamados Juízes de Secção, um para cada estado. Os juízes seccionais eram nomeados pelo presidente da República, sem previsão de concurso público. Além dos seccionais, que eram vitalícios, havia a previsão de juízes federais substitutos, que cumpriam mandatos de seis anos, também nomeados pelo presidente da República.
Com a Constituição de 1891, foram acrescentados à estrutura da Justiça Federal os Tribunais Federais, que não chegaram, entretanto, a ser efetivamente criados no período de vigência daquela Carta e o STF atuava como tribunal de segunda instância. Pela Lei n.º 221, de 20 de novembro de 1894, foram criados os Juris Federais, com competência para o julgamento de matéria penal e foi instituída a figura do juiz suplente do substituto de juiz seccional, que tinham mandato de quatro anos, com nomeação feita pelo Executivo Federal. Ainda na vigência da Constituição de 1891, foi criada uma segunda "seção" (vara) federal no Distrito Federal, pelo Decreto n. 1152, de 7 de janeiro de 1904, e, posteriormente, uma terceira, pelo Decreto n. 4848, de 13 de agosto de 1924, que também criou as segundas seções de Minas Gerais e São Paulo, esta última extinta pelo Decreto n. 22169, de 5 de dezembro de 1932.
Com a Constituição de 1934, havia nova previsão de criação dos Tribunais Federais, sendo o Supremo Tribunal Federal extraído da estrutura da Justiça Federal. Contudo, com a Constituição de 1937, foi extinta a Justiça Federal de primeiro grau (artigos 182 e 185). As causas de interesse da União continuaram a ser julgadas em juízos especializados, só que nas justiças dos Estados, denominados de varas dos feitos da Fazenda Nacional, com previsão de recurso diretamente ao STF (art. 109). Regulamentando a extinção da Justiça Federal de primeiro grau, foi editado o Decreto-Lei n. 6, de 16 de novembro de 1937, que extinguiu os cargos de juiz federal e os dos respectivos escrivães e demais serventuários (art. 1.º), permitindo a nomeação dos mesmos para outros cargos na estrutura da justiça local do Distrito Federal. Os juízes substitutos foram colocados em disponibilidade pelo tempo restante dos respectivos mandatos (Decreto-Lei n. 327, de 14 de março de 1938).

### De 1946 a 1988
Surgiu, com a Constituição de 1946, o Tribunal Federal de Recursos (TFR), com a competência originária de julgar mandados de segurança contra ato de Ministro de Estado, do próprio tribunal ou seu presidente e, como competência recursal, julgar as causas decididas em primeira instância quando houvesse interesse da União ou crimes praticados contra seus bens, serviços e interesses. Com a efetiva instalação do TFR, que se deu após a edição da Lei n. 33, de 13 de maio de 1947, o STF deixou de ser o tribunal de apelação das causas de interesse da União, assumindo o TFR tal atribuição. O referido tribunal, inicialmente, era composto de nove ministros. Posteriormente esse número foi elevado para 16 pelo Ato Institucional n. 2, de 27 de outubro de 1965. Esse mesmo ato institucional, alterando dispositivos da Constituição Federal de 1946, restabeleceu a Justiça Federal de primeiro grau, prevendo que os primeiros juízes federais e juízes federais substitutos seriam nomeados pelo Presidente da República (art. 20).

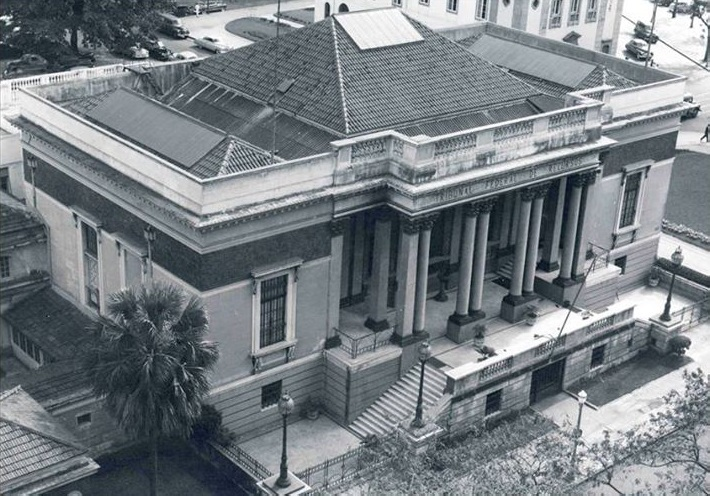
Sede do Tribunal Federal de Recursos

Em 1966, com a Lei n.º 5010, de 30 de maio, foi regulamentada a organização da recriada Justiça Federal brasileira, com cada um dos estados, territórios e o Distrito Federal constituindo uma Seção Judiciária (sua primeira instância), sendo agrupados em cinco regiões judiciárias: 1.ª Região, com jurisdição sobre DF, Goiás, Mato Grosso, Minas Gerais e o território de Rondônia; 2.ª Região, com jurisdição sobre Amazonas, Maranhão, Pará, território de Amapá e território de Roraima; 3.ª Região, com jurisdição sobre Alagoas, Ceará, Paraíba, Pernambuco, Piauí, Rio Grande do Norte, Sergipe e o território de Fernando de Noronha; 4.ª Região, com jurisdição sobre Bahia, Espírito Santo, Guanabara e Rio de Janeiro; e 5.ª Região, com jurisdição sobre Paraná, Rio Grande do Sul, Santa Catarina e São Paulo.
Na Constituição de 1967 foi prevista a criação de mais dois Tribunais Federal de Recursos, a serem sediados em São Paulo e Pernambuco, que funcionariam, juntamente com o sediado no Distrito Federal, como a segunda instância da Justiça Federal. Essa disposição, no entanto, jamais foi implementada. O número de ministros componentes do TFR único, aliás, foi reduzido para 13 (art. 116), o que foi mantido pela Emenda Constitucional n. 1, de 17 de outubro de 1969 (art. 121). A reinstalação efetiva das Seções Judiciárias se deu a partir de 1967, o que era feito em sessões solenes, presididas pelo ministro corregedor-geral do TFR ou outro ministro designado pelo CJF (art. 12 do Decreto-Lei n. 253, de 28 de fevereiro de 1967). Algumas das seções originárias só vieram a ser efetivamente instaladas no decorrer de 1968. Pela Lei n. 5638, de 3 de dezembro de 1970, as demandas trabalhistas envolvendo servidores públicos federais, inclusive das empresas públicas, passaram para a competência da Justiça Federal — e somente retornou à alçada da Justiça do Trabalho, quanto aos empregados públicos, com a Constituição Federal de 1988.
Ao longo das décadas de 1970 e 1980 a Justiça Federal de primeiro grau foi sendo ampliada com a criação de 14 novas varas pela Lei n. 5677/1971, 21 pela Lei n. 7178/1983, 68 pela Lei n. 7583/1986, e oito pela Lei n. 7631/1987. Além disso, pela Lei n. 6824/1980 foi criada a Seção Judiciária do Mato Grosso do Sul e, pela Lei n. 7030/1982, foi criada a Seção Judiciária de Rondônia. Também foram criados 38 cargos de juiz federal, com funções de auxílio, pela Lei n. 7007/1982, para compensar a transformação, empreendida pela Emenda Constitucional n. 7/1977, dos cargos de juiz federal substituto em cargos de juiz federal. Pela referida emenda constitucional, o TFR também teve sua composição ampliada para 27 ministros. O quadro de juízes federais substitutos foi recriado pela Lei n. 7595, de 8 de abril de 1987, que criou 30 destes cargos, somente se equiparando, em termos numéricos, com o quadro de juízes federais, após a edição da Lei n. 8235, de 19 de setembro de 1991, que criou outros 186 cargos de juiz substituto.

### Desde 1988
A Constituição de 1988 promoveu profundas modificações na estrutura da Justiça Federal, extinguindo o Tribunal Federal de Recursos e criando, em seu lugar, o Superior Tribunal de Justiça (STJ) e um Tribunal Regional Federal (TRF) para cada uma das cinco regiões judiciária, servindo como segunda instância. Pelo art. 27, § 6.º, do ADCT da constituição, foram criados os cinco primeiros tribunais regionais (os únicos até hoje existentes) e a instalação dos mesmos foram determinadas num prazo máximo de seis meses a contar da promulgação do texto constitucional. Para regulamentar esse dispositivo, foi editada a Lei n. 7727/1989, que estabeleceu a composição inicial de cada tribunal. Posteriormente, as leis 8914/1994, 8915/1994, 9967/2000 e 9968/2000 alteraram a composição. A partir da criação dos tribunais regionais, os concursos para juiz federal substituto passaram a ser regionalizados, com cada tribunal realizando o seu. Somente em 2008, com a edição da Resolução n. 41, do CJF, é que foram unificadas as regras dos concursos, embora tenham permanecido regionalizados tanto sua realização, como as carreiras dos juízes federais e substitutos.
Durante a década de 1990, a Justiça Federal de primeiro grau sofreu enorme ampliação, com a criação de novas varas em todas as regiões, promovidas por inúmeras leis (8146/1990; 8235/1991; 8416/1992; 8418/1992; 8424/1992; 8535/1992; 9642/1998; 9664/1998 e 9788/1999). Durante esta época, também, incrementou-se o processo de interiorização desta Justiça, o que é, mais acentuadamente, levado a efeito com a edição da Lei n. 10772/2003, que criou 183 novas varas. Pela Lei n. 8251, de 1991, foram criadas as Seções Judiciárias do Tocantins, do Amapá e de Roraima.
Com a criação dos Juizados Especiais Federais (JEF), pela Lei n. 10259/2001, o número de causas afetadas à Justiça Federal de primeiro grau cresceu de maneira exponencial, tornando necessária a contínua ampliação de sua estrutura. Para cumprir os ditames do sistema próprio dos juizados, foram criadas turmas recursais de juízes, desvinculadas jurisdicionalmente dos TRF, para o julgamento dos recursos de decisões proferidas nos juizados especiais federais, semelhante ao que já ocorria nos juizados estaduais. Diferentemente destes, no entanto, o sistema dos JEF previu a criação e funcionamento de turmas regionais de uniformização e até mesmo de uma Turma Nacional de Uniformização, responsável por criar maior harmonia ao sistema.
Em 2013, o Congresso Nacional aprovou a criação de quatro novos tribunais por meio da Emenda Constitucional n.º 73/2013. No entanto, o presidente do STF, ministro Joaquim Barbosa, suspendeu-a liminarmente até o julgamento final da ADI n.º 5017/DF. Os tribunais cuja instalação resta suspensa pelo STF são: 6.ª Região — teria sede em Curitiba e compreenderia as seções judiciárias de Santa Catarina e do Paraná (anteriormente vinculadas ao TRF da 4.ª Região) e do Mato Grosso do Sul (anteriormente vinculada ao TRF da 3.ª Região); 7.ª Região — teria sede em Belo Horizonte e compreenderia a Seção Judiciária de Minas Gerais (anteriormente vinculada ao TRF da 1.ª Região); 8.ª Região — teria sede em Salvador e compreenderia as seções judiciárias da Bahia (anteriormente vinculada ao TRF da 1.ª Região) e de Sergipe (anteriormente vinculada ao TRF da 5.ª Região);  9.ª Região — teria sede em Manaus e compreenderia as seções judiciárias do Amazonas, Acre, Rondônia e Roraima (todas anteriormente vinculadas ao TRF da 1.ª Região).

## Atribuições
A Justiça Federal possui competência para processar e julgar as causas em que a União, suas autarquias, fundações e empresas públicas figurem como autoras, rés, assistentes ou oponentes, salvo aquelas competentes à Justiça Federal Especializada – acidentes de trabalho e as ações eleitorais, por exemplo. Além disso, o artigo 109 da Constituição Federal também estabelece como atribuições da Justiça Federal o processamento e julgamento de:
- causas entre Estado estrangeiro ou organismo internacional e município ou pessoa domiciliada ou residente no país;
- causas fundadas em tratado ou contrato da União com Estado estrangeiro ou organismo internacional;
- crimes previstos em tratado ou convenção internacional, quando, iniciada a execução no País, o resultado tenha ou devesse ter ocorrido no estrangeiro, ou reciprocamente;
- certas causas relativas a direitos humanos;
- crimes contra a organização do trabalho e, nos casos determinados por lei, contra o sistema financeiro e a ordem econômico-financeira;
- mandados de segurança e os habeas data contra ato de autoridade federal, excetuados os casos de competência dos tribunais federais;
- crimes cometidos a bordo de navios ou aeronaves, ressalvada a competência da Justiça Militar;
- disputa sobre direitos indígenas; dentre outros.

A segunda instância da Justiça Federal é exercida pelos Tribunais Regionais Federais (TRFs). De acordo com o preceituado pelo artigo 108 da Constituição Federal, os TRFs possuem como atribuições processar e julgar os recursos provenientes das Seções Judiciárias a eles vinculados, bem como ações de sua competência originária (ações rescisórias, conflitos de competência, crimes cometidos por pessoas com prerrogativa de foro, etc). Os tribunais são responsáveis pelo processo e julgamentos não só dos recursos contra as decisões da primeira instância, como também dos mandados de segurança, habeas corpus e habeas data contra ato de juiz federal, e das ações rescisórias, revisões criminais e conflitos de competência.

## Organização territorial

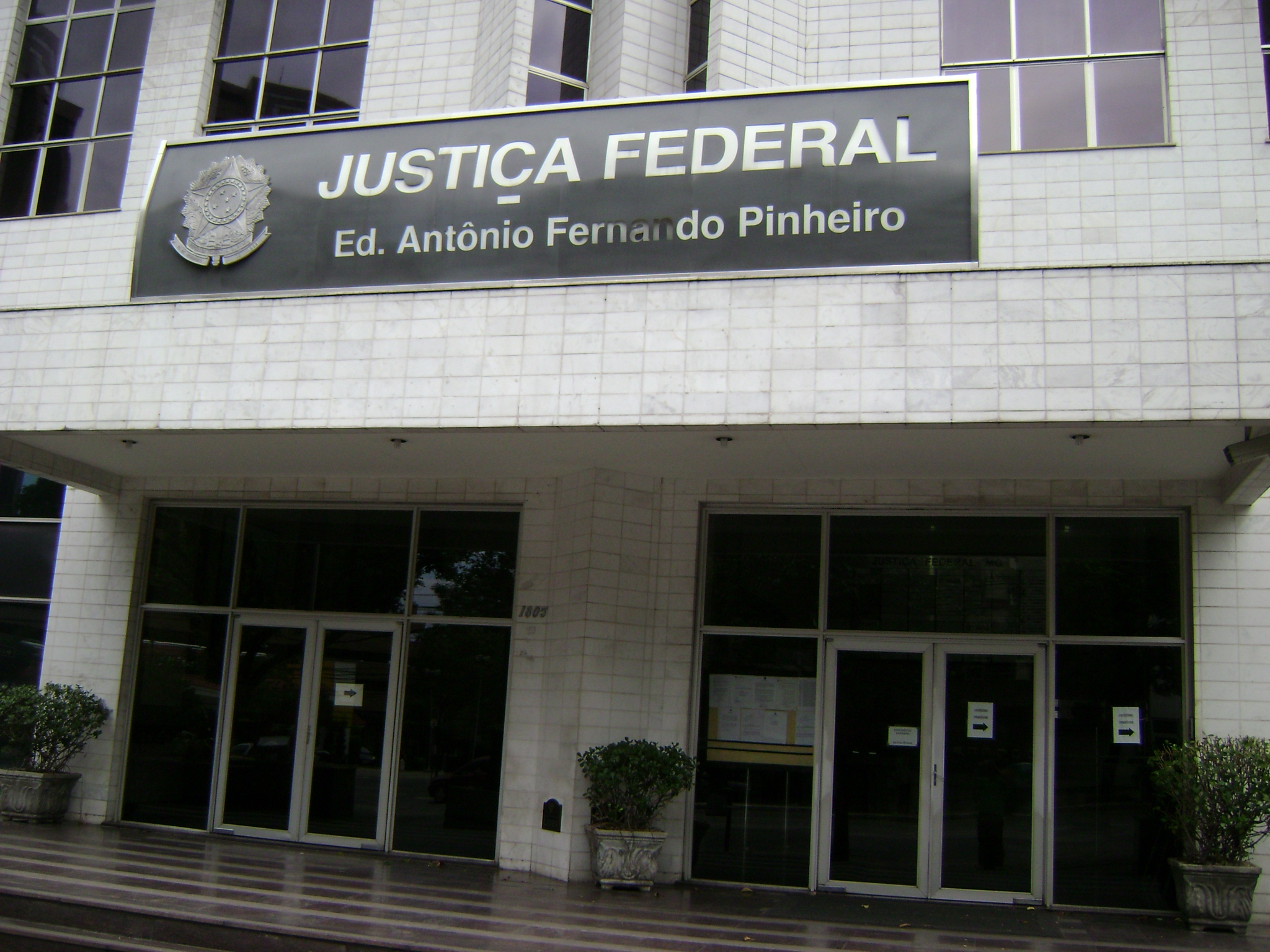
Prédio da Justiça Federal em Belo Horizonte

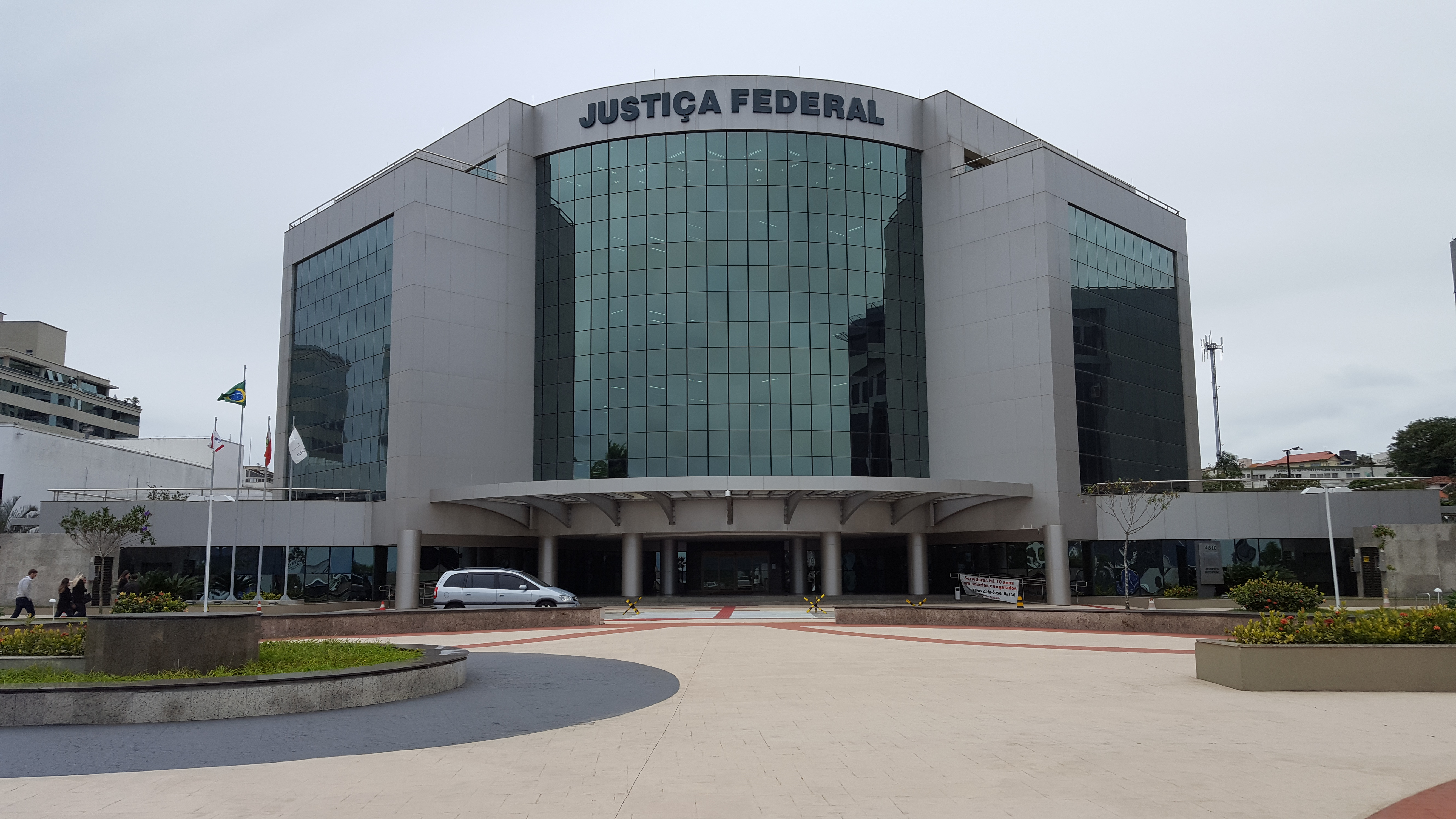
Prédio da Justiça Federal em Florianópolis

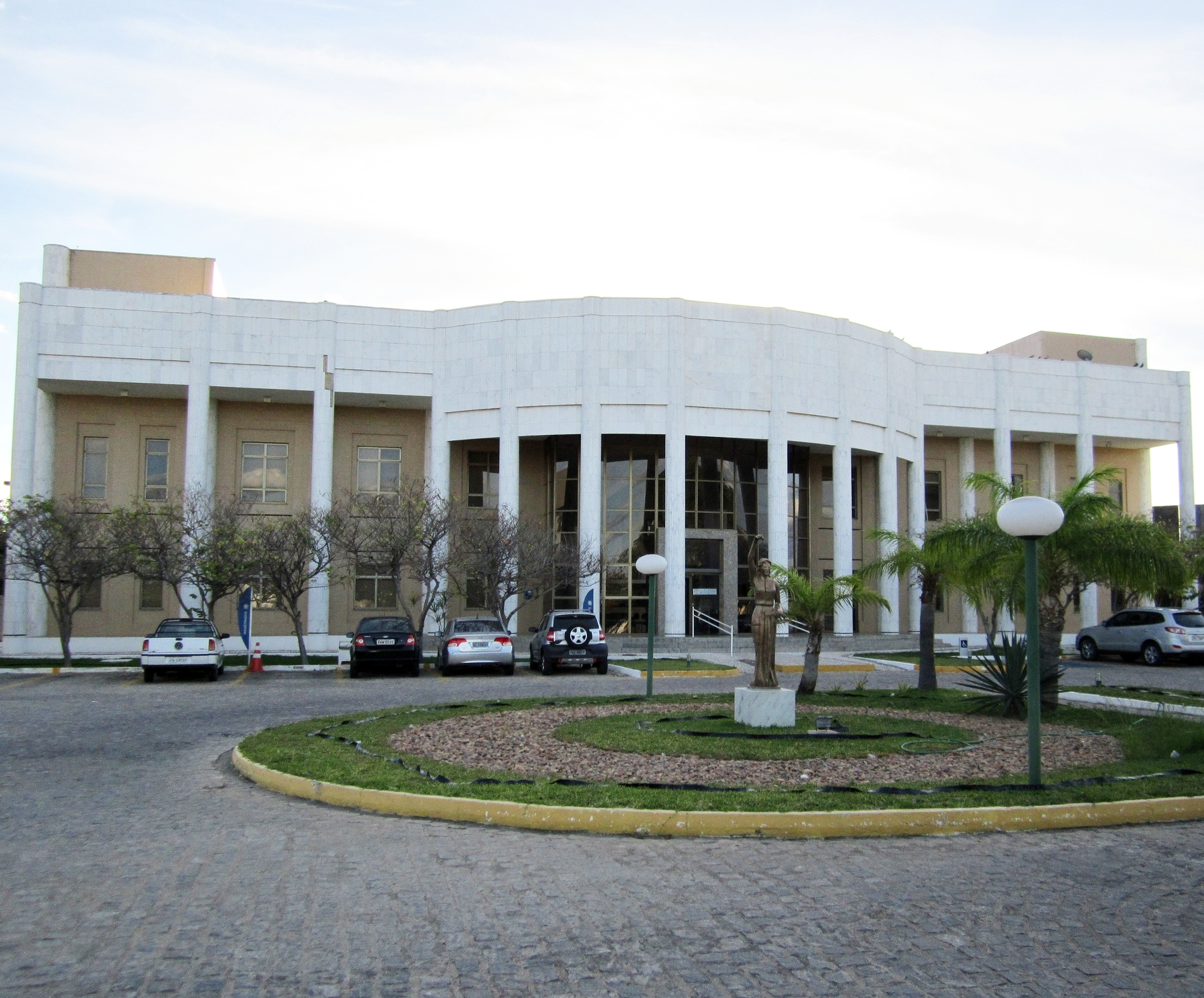
Justiça Federal na cidade de Petrolina

A Justiça Federal está organizada em cinco regiões judiciárias definidas territorialmente. Cada uma dessas regiões é encabeçada por um Tribunal Regional Federal e está dividida em Seções Judiciárias. Nelas, as cidades que atualmente sediam varas federais, além das capitais (que são as sedes das seções), são subseções. A atual divisão judiciária é:
| Região     | Seções Judiciárias  | Subseções e Unidades de Atendimento Avançado (UAA) |
| ---------- | ------------------- | --- |
| 1.ª Região | Acre                | Rio Branco (sede) e Cruzeiro do Sul |
| 1.ª Região | Amapá               | Macapá (sede), Laranjal do Jari e Oiapoque |
| 1.ª Região | Amazonas            | Manaus (sede), Tabatinga e Tefé (UAA) |
| 1.ª Região | Bahia               | Salvador (sede), Alagoinhas, Barreiras, Bom Jesus da Lapa, Campo Formoso, Eunápolis, Feira de Santana, Guanambi, Ilhéus, Irecê, Itabuna, Jequié, Juazeiro, Paulo Afonso, Teixeira de Freitas e Vitória da Conquista |
| 1.ª Região | Distrito Federal    | Brasília (sede) |
| 1.ª Região | Goiás               | Goiânia (sede), Anápolis, Aparecida de Goiânia, Formosa, Itumbiara, Jataí, Luiziânia, Rio Verde e Uruaçu |
| 1.ª Região | Maranhão            | São Luís (sede), Bacabal, Balsas, Caxias e Imperatriz |
| 1.ª Região | Mato Grosso         | Cuiabá (sede), Barra do Garças, Cáceres, Diamantino, Juína, Rondonópolis e Sinop |
| 1.ª Região | Pará                | Belém (sede), Altamira, Castanhal, Itaituba, Marabá, Paragominas, Redenção, Santarém e Tucuruí |
| 1.ª Região | Piauí               | Teresina (sede), Corrente, São Raimundo Nonato, Parnaíba, Picos e Floriano |
| 1.ª Região | Roraima             | Boa Vista (sede) |
| 1.ª Região | Rondônia            | Porto Velho (sede), Ji-Paraná, Guajará-Mirim (UAA) e Vilhena |
| 1.ª Região | Tocantins           | Palmas (sede), Araguaína e Gurupi |
| 2.ª Região | Espírito Santo      | Vitória (sede), Cachoeiro de Itapemirim, Colatina, Linhares, São Mateus e Serra |
| 2.ª Região | Rio de Janeiro      | Rio de Janeiro (sede), Angra dos Reis, Barra do Piraí, Campo Grande (bairro do Rio de Janeiro), Campos dos Goytacazes, Itaboraí, Itaperuna, Macaé, Magé, Niterói, Nova Friburgo, Nova Iguaçu, Petrópolis, Resende, São Gonçalo, São João de Meriti, São Pedro da Aldeia, Teresópolis, Três Rios e Volta Redonda |
| 3.ª Região | Mato Grosso do Sul  | Campo Grande (sede), Corumbá, Coxim, Dourados, Naviraí, Ponta Porã e Três Lagoas |
| 3.ª Região | São Paulo           | São Paulo (sede), Americana, Araçatuba, Araraquara, Assis, Barueri, Bauru, Bragança Paulista, Campinas, Caraguatatuba, Franca, Guaratinguetá, Guarulhos, Jales, Jaú, Marília, Mauá, Osasco, Ourinhos, Piracicaba, Presidente Prudente, Ribeirão Preto, Santo André, Santos, São Bernardo do Campo, São Carlos, São João da Boa Vista, São José do Rio Preto, São José dos Campos, Santos, São Vicente, Sorocaba, Taubaté e Tupã |
| 4.ª Região | Paraná              | Curitiba (sede), Apucarana, Cascavel, Campo Mourão, Foz do Iguaçu, Francisco Beltrão, Guaíra, Guarapuava, Jacarezinho, Londrina, Maringá, Paranaguá, Paranavaí, Pato Branco, Ponta Grossa, Telêmaco Borba, Toledo, Umuarama e União da Vitória |
| 4.ª Região | Rio Grande do Sul   | Porto Alegre (sede), Alegrete (UAA), Bagé, Bento Gonçalves, Cachoeira do Sul, Camaquã (UAA), Canoas, Carazinho, Caxias do Sul, Cruz Alta, Erechim, Frederico Westphalen (UAA), Gramado e Canela (UAA), Itaqui (UAA), Lajeado, Montenegro (UAA), Nova Prata (UAA), Novo Hamburgo, Passo Fundo, Pelotas, Rio Grande, Santa Cruz do Sul, Santa Maria, Santana do Livramento, Santa Rosa, Santa Vitória do Palmar (UAA), Santiago, Santo Ângelo, São Jerônimo (UAA), São Leopoldo (UAA), São Luiz Gonzaga (UAA), Soledade (UAA), Uruguaiana e Vacaria (UAA) |
| 4.ª Região | Santa Catarina      | Florianópolis (sede), Araranguá (UAA), Blumenau, Brusque, Caçador, Chapecó, Concórdia, Criciúma, Itajaí, Jaraguá do Sul, Joaçaba, Joinville, Lages, Laguna, Mafra, Rio do Sul, São Francisco do Sul (UAA), São Miguel do Oeste, Tijucas (UAA) e Tubarão |
| 5.ª Região | Alagoas             | Maceió (sede), Arapiraca, Santana do Ipanema e União dos Palmares |
| 5.ª Região | Ceará               | Fortaleza (sede), Crateús, Juazeiro do Norte, Itapipoca, Iguatu, Limoeiro do Norte, Sobral, Maracanaú, Tauá e Quixadá |
| 5.ª Região | Paraíba             | João Pessoa (sede), Campina Grande, Guarabira, Monteiro, Patos e Sousa |
| 5.ª Região | Pernambuco          | Recife (sede), Arcoverde, Cabo de Santo Agostinho, Caruaru, Garanhuns, Goiana, Jaboatão dos Guararapes, Ouricuri, Palmares, Petrolina, Salgueiro e Serra Talhada |
| 5.ª Região | Rio Grande do Norte | Natal (sede), Assu, Caicó, Ceará-Mirim, Mossoró e Pau dos Ferros |
| 5.ª Região | Sergipe             | Aracaju (sede), Estância, Itabaiana, Lagarto e Propriá |
| 6.ª Região | Minas Gerais        | Belo Horizonte (sede), Divinópolis, Governador Valadares, Ipatinga, Ituiutaba, Janaúba, Juiz de Fora, Lavras, Manhuaçu, Montes Claros, Muriaé, Paracatu, Passos, Patos de Minas, Poços de Caldas, Ponte Nova, Pouso Alegre, São João del-Rei, São Sebastião do Paraíso, Sete Lagoas, Teófilo Otoni, Uberaba, Uberlândia, Unaí, Varginha e Viçosa |

## Juízes federais

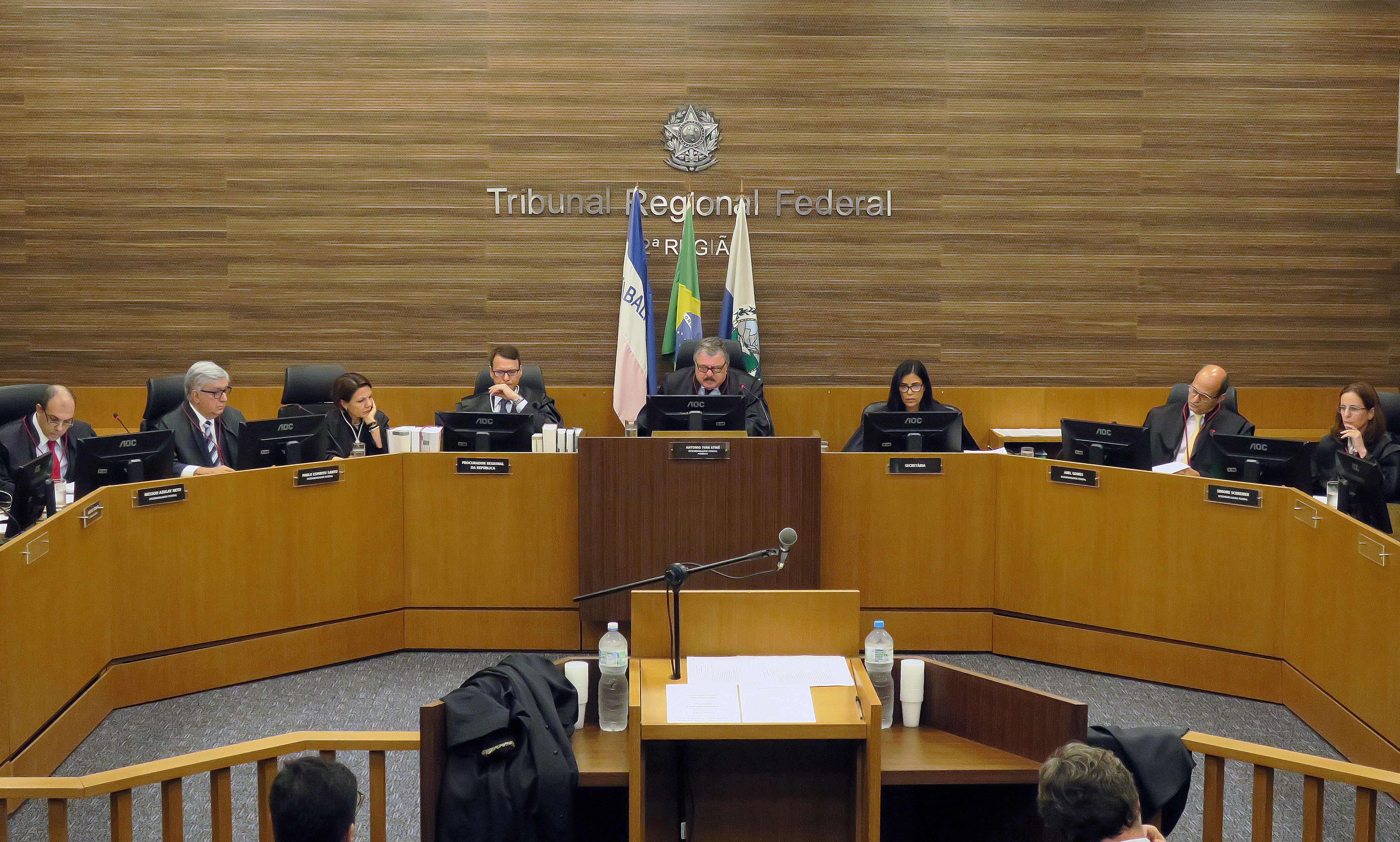
Desembargadores federais em sessão de julgamento no Tribunal Regional Federal da 2ª Região, em 2017

Os magistrados da primeira instância da Justiça Federal são conhecidos como juízes federais. Em abril de 2019, haviam 1.803 juízes federais em todo o país, sendo 612 juízes substitutos (em início de carreira). A Primeira Região possuía a maior quantidade de juízes de primeira instância (553); São Paulo era o estado com mais magistrados (340). Naquele ano, 67,94% dos juízes eram homens e 32,06% mulheres. Estes cargos são preenchidos por concurso público de provas e títulos, sendo exigido o mínimo de três anos de atividade jurídica auferidos na data da inscrição definitiva.
Na segunda instância, os magistrados são denominados de desembargadores federais. Eles são escolhidos pelo presidente da República através de lista prévia elaborada pelos tribunais, pela classe de advogados e integrantes do Ministério Público Federal (MPF), devendo ser observado o Quinto constitucional. Em 2019, haviam 138 desembargadores – 110 homens e 28 mulheres.
Tanto os juízes federais quanto os desembargadores não possuem mandatos fixos, mas se aposentam compulsoriamente ao completarem 75 anos de idade. A Lei Orgânica da Magistratura Nacional também lhes confere inamovibilidade e irredutibilidade de vencimentos. Durante o exercício do cargo não podem desempenhar nenhuma outra função, exceto cargos de magistério superior, bem como não podem exercer atividades político-partidárias. Em 2019, o salário mensal dos magistrados federais variava conforme o cargo: R$ 35.462,22 para desembargadores, R$ 33.689,11 para juízes federais e R$ 32.004,65 para juízes federais substitutos.
Em cada TRF há uma Corregedoria Regional da Justiça Federal, responsável pelas correições, inspeções e sindicâncias na primeira instância. Às corregedorias também incumbe a edição de provimentos e instruções objetivando a uniformização da atividade jurisdicional e do serviço forense.

## Conselho da Justiça Federal
O Conselho da Justiça Federal (CJF) é o órgão funcionando junto ao STJ destinado a coordenar as atividades de recursos humanos, orçamento, administração financeira, controle interno e informática, além de outras atividades auxiliares comuns que necessitem de coordenação central, na Justiça Federal de Primeiro e Segundo Graus. Inicialmente regulamentado pela Lei n. 5010/1966, teve, posteriormente, sua disciplina estabelecida pelas Leis n. 7746/1989 e 8472/1992. Com a promulgação da Emenda Constitucional n. 45/2004, o CJF passou a exercer, também, competência correicional, sendo regulamentada sua nova composição e competência pela Lei n. 11798, de 29 de outubro de 2008.